# Oxyfidonia pallidisecta
Oxyfidonia pallidisecta är en fjärilsart som beskrevs av Louis Beethoven Prout 1915. Oxyfidonia pallidisecta ingår i släktet Oxyfidonia och familjen mätare. Inga underarter finns listade i Catalogue of Life.